# Sulcia cretica
Espèce
Synonymes
- Paraleptoneta cretica Roewer, 1959
- Sulcia lindbergi Dresco, 1962
- Sulcia violacea Brignoli, 1974

Sulcia cretica est une espèce d'araignées aranéomorphes de la famille des Leptonetidae.

## Distribution
Cette espèce se rencontre en Grèce et en Albanie.

## Liste des sous-espèces
- Sulcia cretica cretica Fage, 1945 de Crète
- Sulcia cretica lindbergi Dresco, 1962 d'Épire et d'Albanie
- Sulcia cretica violacea Brignoli, 1974 d'Ithaque

## Publications originales
- Brignoli, 1974 : Ragni di Grecia VI. Specie nuove o interessanti delle isole Ionie e della Morea (Araneae). Revue suisse de Zoologie, vol. 81, p. 155-175 (texte intégral).
- Dresco, 1962 : Description d'une araignée cavernicole nouvelle de Grèce (Leptonetidae, Sulcia lindbergi sp. nov.). Annales de Spéléologie, vol. 17, no 1, p. 171-176.
- Fage, 1945 : À propos de quelques araignées cavernicoles de Crète. Bulletin du Muséum national d'histoire naturelle, sér. 2, vol. 17, p. 109-114.